# Triphosa ochricostata
Triphosa ochricostata är en fjärilsart som beskrevs av W. Warren 1904. Triphosa ochricostata ingår i släktet Triphosa och familjen mätare. Inga underarter finns listade i Catalogue of Life.